# Zabezpieczenie spadku
Zabezpieczenie spadku – czynności podejmowane przez sąd, gdy z jakiejkolwiek przyczyny grozi naruszenie rzeczy lub praw pozostałych po spadkodawcy, zwłaszcza przez usunięcie, uszkodzenie, zniszczenie albo nieusprawiedliwione rozporządzenie.
Środkami zabezpieczenia spadku są w szczególności:
- spisanie majątku ruchomego i oddanie go pod dozór
- złożenie do depozytu
- ustanowienie zarządu tymczasowego
- ustanowienie dozoru nad nieruchomością.

Zastosowanie jednego z powyższych  środków nie wyłącza zastosowania innych, równocześnie lub kolejno.
Zabezpieczenie spadku regulują przepisy art. 633-636 kpc i Rozporządzenie Ministra Sprawiedliwości z dnia 15 października 2015 r. w sprawie niektórych czynności dokonywanych w ramach zabezpieczenia spadku (Dz.U. z 2015 r. poz. 1643).